# 交響曲第5番 (シベリウス)
シベリウスの交響曲第5番 変ホ長調 作品82は、1915年に作曲された交響曲。1919年に改訂された。

## 作曲の経緯
この交響曲は1914年の秋には計画されていた。翌年の1915年はシベリウスの生誕50年にあたり、記念行事の中心に祝賀演奏会が行われることになり、その演奏会で初演される交響曲として作曲されたのである。同じ頃に交響曲第6番、第7番の楽想も着想されたが、記念演奏会という目的が定められたこの作品が優先して作曲された。この交響曲を作曲中の1915年4月、散歩の途中で近づいてくる春の気配にこの交響曲のインスピレーションを得たことを書き記している。
この作品の作曲時期は第一次世界大戦と重なっており、国全体が経済的に困窮していた。シベリウス自身も生活のため出版社の要求に応えて歌曲やピアノ曲を作曲せざるをえず、交響曲の作曲ははかどらなくなった。彼自身「ともかく現実的な仕事が先だ」と書いている。こうした停滞はあったものの、予定されていた1915年12月8日のコンサートには間に合わせることができた。初演はシベリウス自身の指揮により行われ、大成功を収めた。
しかし作曲者は満足しておらず、翌1916年の秋に改訂を行い、初版初演の1年後の誕生日である12月8日トゥルクにおいて自らの指揮で改訂稿の初演を行った。さらなる改訂を1917年に着手するが、フィンランド独立宣言前後の政情不安を避け避難するなどして、改訂の筆は進まなかった。第2改訂稿が完成したのは1919年秋になってからで、この年の11月24日ヘルシンキで作曲者自身により演奏された。結局、この稿が決定稿となり、この作品は最終稿に基づき演奏されるのが通例である。

## 作品の概要

### 出版
1921年コペンハーゲン、ハンセン社

### 楽器編成
フルート2、オーボエ2、クラリネット2、ファゴット2、ホルン4、トランペット3、トロンボーン3、ティンパニ、弦楽五部

## 作品の内容
交響曲第4番の息詰まるような緊張感とは対照的に、伸びやかで祝祭的な気分の交響曲である。第4番の作曲前に直面していた癌による死の恐怖から解放された喜びを反映しており、生誕50年を自らも心から祝うことができる心理状態になっていたことを物語っている。
第1楽章は、前半のソナタ形式で構成される『テンポ・モルト・モデラート』とスケルツォ風の『アレグロ・モデラート』が融合したものである。初稿の段階では2つの楽章であったものを、第1次改訂の段階で融合させた。これは、スケルツォとフィナーレを融合した交響曲第3番に対応するもので、最終的に全楽章を有機的に統合する交響曲第7番の先駆けとなる作品である。演奏時間は30～34分程度。
第1楽章 Tempo molto moderato - Allegro moderato (ma poco a poco stretto) - Vivace molto - Presto - Più Presto （変ホ長調）
ソナタ形式の前半とスケルツォの後半からなる。冒頭、北欧の大きな自然を暗示させる伸びやかなホルンの問いかけに、小動物が応えるかのように木管楽器が応えて第1主題群を形成する。第2主題は「ややフルート風に」と指定された弦のトレモロに乗って木管楽器群で提示される。第2主題が遮られ、高揚して小結尾となった後、提示部は変奏的に反復される。展開部ではホルンの橋渡しを経て弦楽器が第2主題に基づいた半音階的楽句を奏で始め、木管楽器が短く応える。ざわめく弦に乗ってファゴットに受け継がれ、曲は一旦ラルガメンテにテンポを落とし、幻想曲風になった後、高揚して再現部となり、第1主題と続くスケルツォ主題の変形を取り込みながら巧みにアレグロ・モデラートへ入る。スケルツォ主題は木管により演奏される牧歌風のものだが、第1主題も巧みに交わりながら変奏的に発展してゆく。中間主題（事実上のトリオ）はトランペットにより提示される。やがてスケルツォの荒々しい雰囲気が回帰し、曲は終結部に向かって徐々に高揚しクライマックスでプレストのトランペットによる終結主題で晴れやかな頂点を飾り、終止する。演奏時間は12～14.5分程度。
第2楽章 Andante mosso, quasi allegretto - Poco a poco stretto - Tranquillo - Poco a poco stretto - Ritenuto al tempo I （ト長調）
変奏曲の形式による緩徐楽章。主題はヴィオラとチェロのピッツィカートにより提示される純朴な歌である。この主題が様々な楽器に引き継がれながら6回変奏されて行く。演奏時間は8～10分程度。
第3楽章 Allegro molto - Misterioso - Un pochettino largamente - Largamente assai - Un pochettino stretto （変ホ長調 ）
A－B－A－B－コーダの構成を持つフィナーレ。弦のトレモロがやがて疾走するような第1主題を低弦部で形成する。やがてホルンが二分音符からなる鐘の響きのようなモチーフでこれに応える。このモチーフは低弦による拡大形と組み合わされる。いかにも田園的な第2主題はフルート、オーボエとチェロによって表情的に歌われる。やがて木管が軽妙に現れて弦のトレモロが合わされ、第1主題の再現に移る。「ミステリオーソ(神秘的に)」と表記され、弱音器をつけた弦楽器のトレモロにより第1主題が再現されてゆく。第2主題は、フルートとクラリネットに回帰し、「ウン・ポケッティーノ・ラルガメンテ(幾分幅広く)」へ移行する。第2主題は弦に受け継がれ、ホルンの二分音符モチーフも加わる。さらに弦が強調され、「ラルガメンテ・アッサイ(十分にたっぷりと)」となり、ホルンにより提示されたモチーフがトランペットで朗々と奏でられた後、休符の目立つ和音の6つの連打によって全曲の幕を閉じる。演奏時間は8～10分程度。

## 参考図書
- 『作曲家別名曲解説ライブラリー18 北欧の巨匠』（1994年　音楽之友社）ISBN 4276010586